# Yemenia-Flug 626
Yemenia-Flug 626 (kurz IY 626) war ein internationaler Linienflug der jemenitischen Fluggesellschaft Yemenia von Sanaa im Jemen nach Moroni auf den Komoren, der am 30. Juni 2009 mit 142 Passagieren und 11 Besatzungsmitgliedern rund 15 Kilometer vor der Hauptinsel Grande Comore in den Indischen Ozean stürzte. Der Absturz geschah um 01:50 Uhr Ortszeit (22:50 UTC) während des Landeanflugs.
Die meisten Passagiere hatten ihre Flugreise in Paris begonnen. Der Flug von Paris nach Sanaa wurde in einer A330-200 durchgeführt. In Sanaa stiegen die Passagiere für den Weiterflug nach Moroni in den Airbus A310 um, der dann im Landeanflug auf die Landebahn 20 des Flughafens Moroni abstürzte. Nach Angaben von Yemenia stammten die meisten Passagiere aus Frankreich oder von den Komoren.

## Flugnummer
Vor allem in europäischen Medien wurde anfänglich statt der Flugnummer IY626 oft die Nummer IY749 genannt. IY749 ist ein Linienflug Paris–Marseille–Sanaa. IY626 ist der Anschlussflug Sanaa–Dschibuti–Moroni. Da die meisten Passagiere des Flugs von Paris oder Marseille kamen, hatten sie den Flug unter der Nummer IY749 gebucht.

## Flugzeug
Der Airbus A310-324 mit der Seriennummer 535 wurde am 30. Mai 1990 an die Fluggesellschaft Air Liberté ausgeliefert und in Dienst gestellt.
Yemenia übernahm das Flugzeug im September 1999 und betrieb es seitdem unter dem Luftfahrzeugkennzeichen 7O-ADJ. Insgesamt hatte das Flugzeug in 17.300 Flügen rund 51.900 Flugstunden absolviert. Das Flugzeug war mit zwei Turbinen vom Typ Pratt & Whitney PW4152 ausgestattet.
| Geschichte des Flugzeugs | Geschichte des Flugzeugs | Geschichte des Flugzeugs               |
| Datum                    | Flugzeug-Kennzeichen     | Operator                               |
| ------------------------ | ------------------------ | -------------------------------------- |
| 30. Mai 1990             | F-CHEJ                   | Air Liberté                            |
| 23. Sept. 1996           | F-CHEJ                   | an die Leasingfirma ILFC zurückgegeben |
| 8. Feb. 1997             | VR-BQU                   | Aerocancun                             |
| März 1997                | VR-BQU                   | Adorna Airways                         |
| 3. Nov. 1997             | VR-BQU                   | Aerocancun                             |
| Mai 1998                 | N535KR                   | an die Leasingfirma ILFC zurückgegeben |
| 26. Juni 1998            | PP-PSE                   | Passaredo Transportes Aéreos           |
| Sept. 1999               | 7O-ADJ                   | Yemenia                                |

Bei einer Inspektion im Jahr 2007 stellten die französischen Behörden am Flugzeug Mängel fest, worauf es nicht mehr im französischen Luftraum eingesetzt wurde. Der jemenitische Verkehrsminister Khaled Ibrahim al-Wazeer stellte nach dem Absturz klar, dass das Flugzeug noch im Mai unter der Aufsicht von Airbus einer Inspektion unterzogen worden war und dem internationalen Standard entsprach.

## Suche, Rettung und Bergung
Nach den Angaben der komorischen Polizei verfügt der Inselstaat nicht über die Möglichkeiten einer Such- und Rettungsaktion auf See. Frankreich entsandte zwei Flugzeuge und ein Schiff von Mayotte und La Réunion aus zur Absturzstelle. Die Jugendliche Bahia Bakari, die nicht schwimmen konnte, konnte gerettet werden, nachdem sie sich acht Stunden an einem schwimmenden Wrackteil festgehalten hatte.  Leichen und Wrackteile wurden gesichtet. Am Morgen des 5. Juli, fünf Tage nach Absturz der Maschine, konnten die akustischen Signale der Flugschreiber geortet werden.